# 엔비디아 BR02

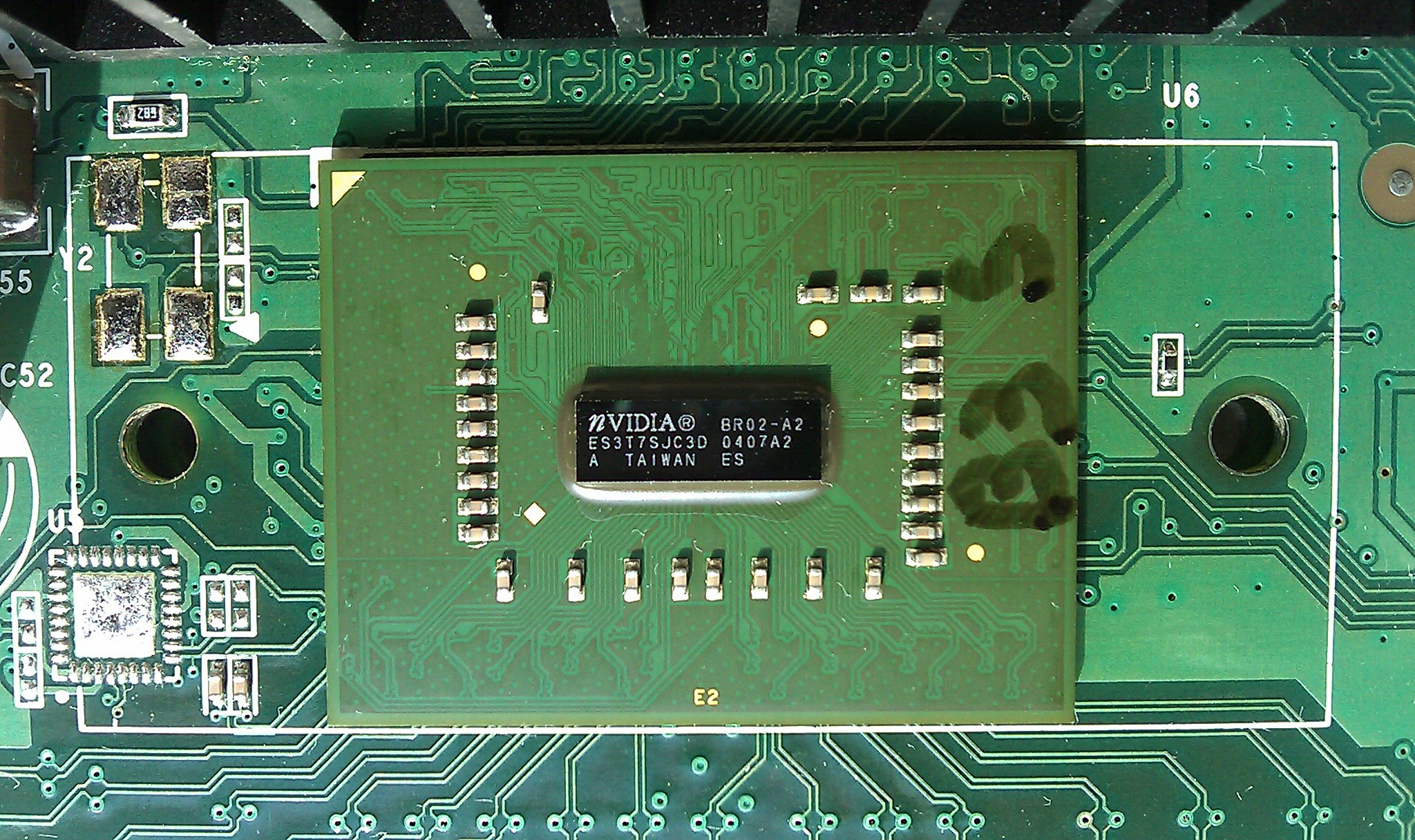
BR02 칩

엔비디아의 BR02 "고속 상호 연결"(High Speed Interconnect, "HSI") 칩은 초기 PCI 익스프레스 그래픽 카드에 사용되었으며, 컴퓨터와의 PCI 익스프레스 연결과 기본 AGP GPU 사이의 다리 역할을 했다. 이를 통해 엔비디아는 새로운 인터페이스를 위해 그래픽 카드의 GPU를 재설계하지 않고도 PCI 익스프레스 그래픽 카드를 출시할 수 있었다. 이 칩은 2004년에 도입되었다.
엔비디아는 반대 방향으로 작동하는 HSI 칩도 개발하여, 기본 PCI 익스프레스 GPU를 AGP 인터페이스용으로 출시된 그래픽 카드에 사용할 수 있도록 했다.
이 칩은 AGP 표준의 노후화로 인해 최신 엔비디아 GPU에서는 더 이상 사용되지 않는다.